# Nina Osenar
 (mars 2024).
Si vous disposez d'ouvrages ou d'articles de référence ou si vous connaissez des sites web de qualité traitant du thème abordé ici, merci de compléter l'article en donnant les références utiles à sa vérifiabilité et en les liant à la section « Notes et références ».
Nina Osenar, née à Ljubljana le 15 mai 1983, est une chanteuse slovène de musique pop, mannequin et présentatrice de télévision.
Elle a présenté l'émission Big Brother en Slovénie (2007, 2008 et 2010).

## Discographie
- Zelo Naglas - single (2006)
- Moment Like This - single
- Misunderstood - album (2010)